# Oțelul Galați
Oțelul Galați is een Roemeense voetbalclub uit Galați. De club werd in 1964 opgericht. De naam Oțelul verwijst naar de staalindustrie van Galați: oțel betekent staal.
In 2004 stond Oțelul in de finale van de Roemeense beker, maar verloor deze van Dinamo Boekarest (0-2).
Oțelul behaalde in het seizoen 2010/11 voor het eerst in de geschiedenis het landskampioenschap. De club plaatste zich hiermee ook voor het eerst voor de UEFA Champions League, eerder nam het internationaal alleen deel aan de UEFA Cup en de Intertotocup. In 2015 degradeerde de club. Ook 2016 eindigde in een degradatie. De club werd ontbonden en op 19 juli 2016 werd opvolger ASC Oțelul Galați gesticht. 

## Erelijst
- UEFA Intertoto Cup

2007 (1 van 11)
- Landskampioen

2011
- Supercup

2011
- Liga 2

1986, 1991
- Liga III

1968, 1981

## In Europa
Uitslagen vanuit gezichtspunt Oțelul Galați
| Seizoen | Competitie       | Ronde        | Land                           | Club                     | Totaalscore | 1e W    | 2e W    | PUC |
| ------- | ---------------- | ------------ | ------------------------------ | ------------------------ | ----------- | ------- | ------- | --- |
| 1988/89 | UEFA Cup         | 1R           | Vlag van Italië                | Juventus FC              | 1-5         | 1-0 (T) | 0-5 (U) | 2.0 |
| 1997/98 | UEFA Cup         | 1Q           | Vlag van Slovenië              | HIT Gorica               | 4-4 u       | 0-2 (U) | 4-2 (T) | 2.0 |
| 1998/99 | UEFA Cup         | 1Q           | Vlag van Noord-Macedonië       | Sloga Jugomagnat Skopje  | 4-1         | 3-0 (T) | 1-1 (U) | 1.5 |
|         |                  | 2Q           | Vlag van Denemarken            | Vejle BK                 | 0-6         | 0-3 (U) | 0-3 (T) | 1.5 |
| 2004/05 | UEFA Cup         | 1Q           | Vlag van Albanië               | Dinamo Tirana            | 8-1         | 4-0 (T) | 4-1 (U) | 2.5 |
|         |                  | 2Q           | Vlag van Servië en Montenegro  | FK Partizan              | 0-1         | 0-0 (T) | 0-1 (U) | 2.5 |
| 2007    | Intertoto Cup    | 2R           | Vlag van Bosnië en Herzegovina | Slavija Istočno Sarajevo | 3-0         | 0-0 (U) | 3-0 (T) | 0.0 |
|         |                  | 3R           | Vlag van Turkije               | Trabzonspor              | 4-2         | 2-1 (T) | 2-1 (U) | 0.0 |
| 2007/08 | UEFA Cup         | 2Q           | Vlag van Bulgarije             | Lokomotiv Sofia          | 1-3         | 1-3 (U) | 0-0 (T) | 0.5 |
| 2011/12 | Champions League | Groep C      | Vlag van Zwitserland           | FC Basel                 | 3-5         | 1-2 (U) | 2-3 (T) | 4.0 |
|         |                  | Groep C      | Vlag van Portugal              | SL Benfica               | 0-2         | 0-1 (T) | 0-1 (U) | 4.0 |
|         |                  | Groep C (4e) | Vlag van Engeland              | Manchester United FC     | 0-4         | 0-2 (T) | 0-2 (U) | 4.0 |

Totaal aantal punten voor UEFA coëfficiënten: 12.5
Zie ook
- Deelnemers UEFA-toernooien Roemenië
- Ranglijst van alle clubs die in de diverse Europa Cups zijn uitgekomen

## Bekende (ex-)spelers
- Sorin Ghionea
- George Ogăraru
- Ștefan Nanu
- Daniël Chávez
- / Yves Makabu-Makalambay

UT Arad ·
Dinamo Boekarest · 
Rapid Boekarest ·
FCSB · 
Botoșani · 
Gloria Buzău ·
CFR Cluj · 
U Cluj ·
Farul Constanța · 
CS Universitatea Craiova · 
Oțelul Galați ·
FC Hermannstadt · 
Politehnica Iași · 
Petrolul Ploiești ·
Sepsi Sfântu Gheorghe · 
Unirea Slobozia